# Psammis longifurca
Psammis longifurca är en kräftdjursart som beskrevs av Nicolaus Gustavus Bodin 1968. Psammis longifurca ingår i släktet Psammis och familjen Pseudotachidiidae. Inga underarter finns listade i Catalogue of Life.